# Kristina Groves
Kristina Nicole Groves (Ottawa, 4 de diciembre de 1976) es una deportista canadiense que compitió en patinaje de velocidad sobre hielo. 
Participó en tres Juegos Olímpicos de Invierno, entre los años 2002 y 2010, obteniendo en total cuatro medallas: dos platas en Turín 2006, en las pruebas de 1500 m y persecución por equipos (junto con Clara Hughes, Christine Nesbitt y Cindy Klassen), y plata y bronce en Vancouver 2010, en 1500 m y 3000 m.
Ganó cuatro medallas en el Campeonato Mundial de Patinaje de Velocidad sobre Hielo entre los años 2006 y 2010y trece medallas en el Campeonato Mundial de Patinaje de Velocidad sobre Hielo en Distancia Individual entre los años 2005 y 2009.

## Palmarés internacional
| Juegos Olímpicos                           | Juegos Olímpicos                | Juegos Olímpicos  | Juegos Olímpicos        |
| Año                                        | Lugar                           | Medalla           | Prueba                  |
| ------------------------------------------ | ------------------------------- | ----------------- | ----------------------- |
| 2006                                       | Turín (Italia)                  | Medalla de plata  | 1500 m                  |
| 2006                                       | Turín (Italia)                  | Medalla de plata  | Persecución por equipos |
| 2010                                       | Vancouver (Canadá)              | Medalla de plata  | 1500 m                  |
| 2010                                       | Vancouver (Canadá)              | Medalla de bronce | 3000 m                  |
| Campeonato Mundial                         |                                 |                   |                         |
| Año                                        | Lugar                           | Medalla           | Prueba                  |
| 2006                                       | Calgary (Canadá)                | Medalla de bronce | Clasificación general   |
| 2008                                       | Berlín (Alemania)               | Medalla de bronce | Clasificación general   |
| 2009                                       | Hamar (Noruega)                 | Medalla de plata  | Clasificación general   |
| 2010                                       | Heerenveen (Países Bajos)       | Medalla de plata  | Clasificación general   |
| Campeonato Mundial en Distancia Individual |                                 |                   |                         |
| Año                                        | Lugar                           | Medalla           | Prueba                  |
| 2005                                       | Inzell (Alemania)               | Medalla de plata  | Persecución por equipos |
| 2005                                       | Inzell (Alemania)               | Medalla de bronce | 3000 m                  |
| 2007                                       | Salt Lake City (Estados Unidos) | Medalla de oro    | Persecución por equipos |
| 2007                                       | Salt Lake City (Estados Unidos) | Medalla de bronce | 1500 m                  |
| 2007                                       | Salt Lake City (Estados Unidos) | Medalla de bronce | 5000 m                  |
| 2008                                       | Nagano (Japón)                  | Medalla de oro    | 3000 m                  |
| 2008                                       | Nagano (Japón)                  | Medalla de plata  | 1000 m                  |
| 2008                                       | Nagano (Japón)                  | Medalla de plata  | Persecución por equipos |
| 2008                                       | Nagano (Japón)                  | Medalla de bronce | 1500 m                  |
| 2008                                       | Nagano (Japón)                  | Medalla de bronce | 5000 m                  |
| 2009                                       | Richmond (Canadá)               | Medalla de oro    | Persecución por equipos |
| 2009                                       | Richmond (Canadá)               | Medalla de bronce | 3000 m                  |
| 2009                                       | Richmond (Canadá)               | Medalla de bronce | 5000 m                  |